# Бундал (остров)
Бундал (англ. Bundal Island; урду جزیرہ بندل‎) — небольшой остров в Пакистане, расположен в Аравийском море.

## Экономическое развитие
В 2006 году Пакистан дал добро фирме «Emaar Properties» на вложение 43 млрд долларов США в развитие курортов на двух островах (расположенных недалеко от Карачи).
Emaar Properties, одна из крупнейших фирм в Объединённых Арабских Эмиратах, будет иметь долю в 85 % в 13-летнем проекте по развитию инфраструктуры островов Бундал и Буддо. Компания планирует построить на этих островах квартиры, офисы, гостиницы и тематические парки.
Пакистанский порт Касим получит оставшиеся 15 % акций.